# Toldalagi–Korda-palota (Kolozsvár)
A kolozsvári Toldalagi–Korda-palota, a város egyik barokk műemléke, a Király (Ion I. C. Brătianu) és Minorita (Hermann Oberth) utcák sarkán áll. A romániai műemlékek jegyzékében a CJ-II-m-A-07285 sorszámon szerepel. Építtetői Toldalagi László tordai alispán (1748–1805) és felesége, Korda Anna (?–1820) voltak.

## Története
A ház terve már a 18. század utolsó évtizedeiben foglalkoztatta a grófot. Toldalagi László valószínűleg hivatalos működése során ismerte meg az olasz Carlo Justit, aki geometra provincialisként a kormányszék szolgálatában állt, és 1800-ban őt bízta meg a kolozsvári palota felépítésével. A terv és a költségvetés 1801-ben készült el, az alapokat 1803-ban ásták ki, maga az építkezés 1804–1809 között tartott. 1805. március 5-én Toldalagi László elhunyt, de felesége folytatta az építkezést.

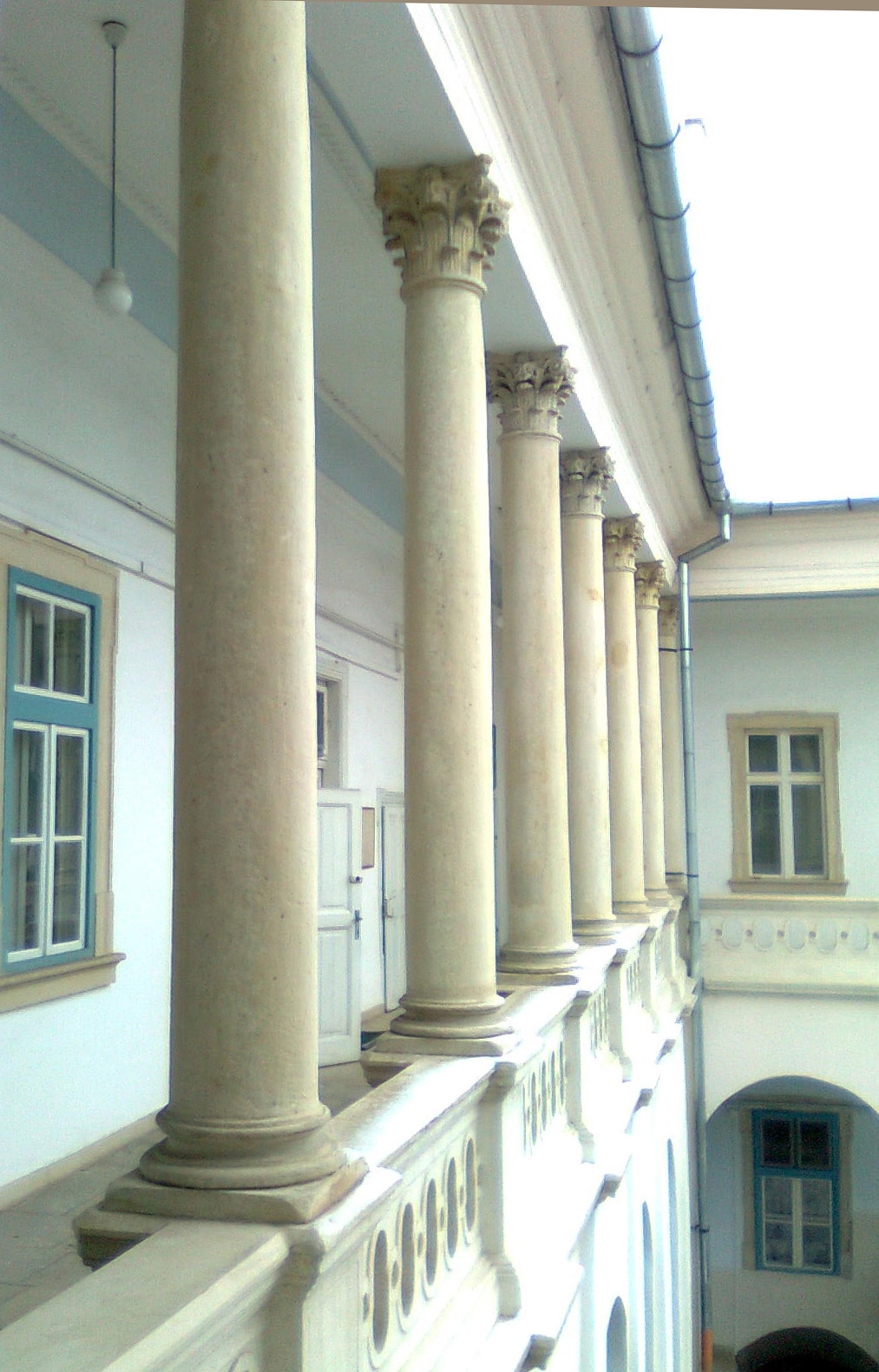
A palota első emeleti, északi folyosója

 Az oszlopos kapuzatot és a főlépcső balusztrádját Kocsárdi Mihály kőfaragó, az ablakrácsokat és az erkély empire korlátját Ungvári Imre lakatosmester, a homlokzati erkély feletti két címeres emléktáblát pedig Csűrös Károly festő készítette. Az ablakrácsok Ungvári István munkái.
A ház avatásán Hegedüs Sámuel református lelkész mondott beszédet, amely Az igaz ember' házának virágzása. Egy elmélkedésben. Mellyet elmondott az idvezült gróf Toldalagi László által elkezdett, és kegyes özvegye gróf Korda Anna úr aszszony ő nagysága által elvégzett házban, midőn a' tisztelt özvegy grófné abban való lakását isteni tisztelettel elkezdette vólna. címmel 1812-ben nyomtatásban is megjelent. Miután Korda Anna 1820-ban gyermektelenül halálozott el, a ház nővérének unokáira, az iktári Bethlen család leszármazottaira szállt, majd 1871-től a Bánffy grófoké lett.
Az épületben született Bánffy Miklós és Reményik Sándor.
Az 1890-es évektől kezdve egészen 1902-ig, az igazságügyi palota megépüléséig az emeletet a városi járásbíróság bérelte. A helyére 1918 végéig a zenekonzervatórium költözött. 1903 és 1906 között az épület egy részét az Erdélyi Múzeum-Egyesület bérelte. Bánffy Miklós, az utolsó magánszemély tulajdonos, végrendeletében az Erdélyi Református Egyházkerületre hagyta az ingatlant. Jelenleg a Babeș–Bolyai Tudományegyetem irodaépülete. Négy évtizeden keresztül itt voltak az emeleti részen a matematika tanszékek és a matematika kar szakkönyvtára is.

## Leírása
A férj korai halála miatt az egyemeletes épületet nem fejezték be, de ez csak az udvarról látszik. Az udvart csak részben övezi a földszinti árkádos és az emeleti oszlopos folyosó, a délkeleti rész hiányzik. A Király utcai főhomlokzat 43 m hosszú és tizenegy tengelyes, hatalmas ión fejezetű pillérekkel. Kocsibejárata fölött erkély van, amelyet két oszlop tart. A kapu két oldalán gyalogbejáró található, de ma nem használják. A kapukeretet két oldalról kerékvetőkkel látták el.
Az erkély vaskorlátja empire stílusú, az erkélyajtó két oldalán címeres emléktáblák vannak. Egyik a Toldalagi család címerével  és a következő szöveggel: G Toldalagi László G Korda Annával kezdik építeni MDCCCIII, a másik a Korda család címerével és következő szöveggel: G. Korda Anna néhai hív férje tzélját végzi MDCCCIX (A táblákon a G betű a gróf rövidítése).
A Minorita utcai oldalhomlokzat 41 m hosszú, tizenkét tengelyes, kapubejárat nélküli. Itt található az az emléktábla, amelyet Reményik Sándor költő emlékére helyeztek oda, és amely eredetileg a főhomlokzat nyugati részén volt (ahol ma az utcatábla található). A második világháború után egyes szavait bevakolták, majd az 1960-as évek végén az épület renoválásakor áthelyezték a mai helyére, és teljesen bevakolták, csak 1990 óta látható újra. Reményik Károly, a költő apja, családjával bérlőként lakott az épületben.
A kapubejárat mellé egy román nyelvű emléktáblát is elhelyeztek, mivel itt lakott 1919–1925 között Gheorghe Dima román zeneszerző, aki megalapította a kolozsvári román zenekonzervatóriumot, és  amely ma a nevét viseli.
Az ablakokat díszes vaskosaras rácsok borítják GTL, GKA, GBM stb. fonott betűkombinációkkal, amelyek a tulajdonosok és örökösök monogramjai.

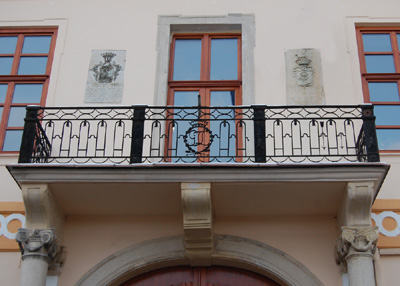
Címeres emléktáblák a főhomlokzaton
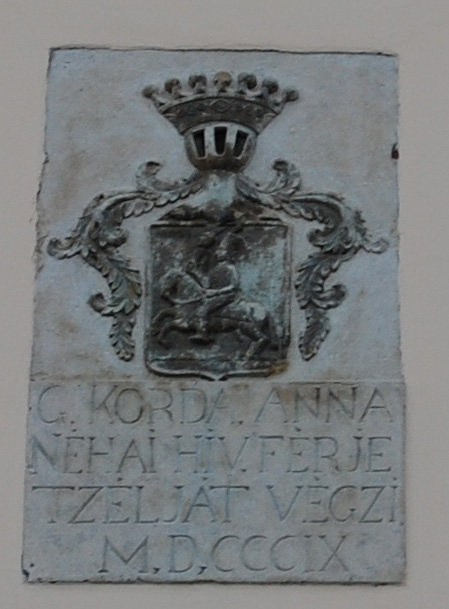
Bal oldali emléktábla a főhomlokzaton
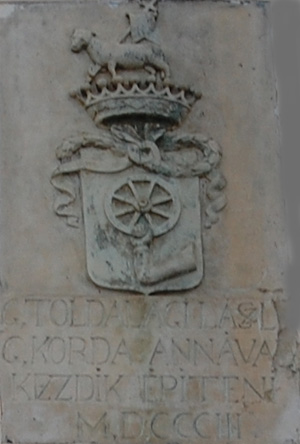
Jobb oldali emléktábla a főhomlokzaton
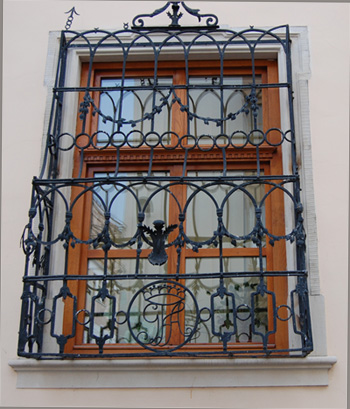
Művészi ablakrács a Tordalagi-Korda-házon
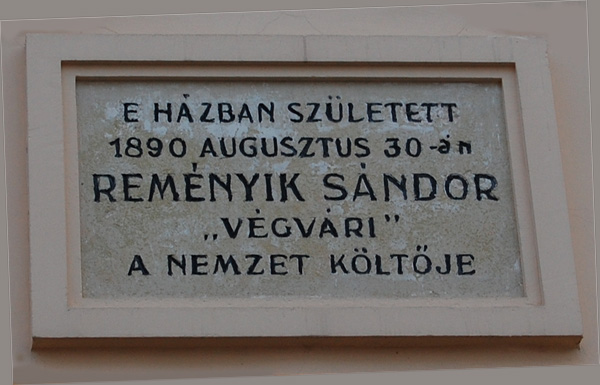
Reményik Sándor író emléktáblája
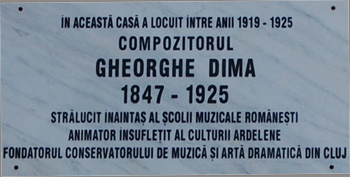
Gheorghe Dima román zeneszerző emléktáblája
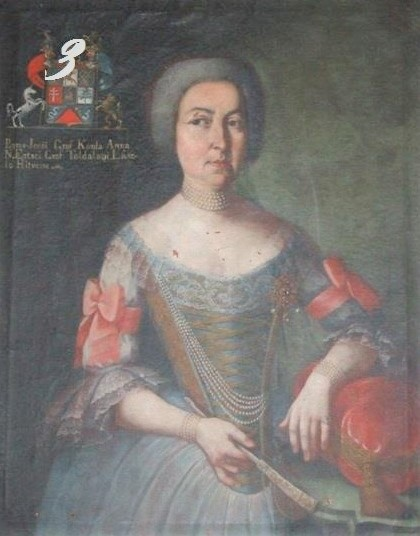
Korda Anna